# 大持山
大持山（おおもちやま）は、埼玉県秩父市と秩父郡横瀬町との境界にある山である。標高1,294.1m。
秩父山地に属し、隣接する小持山や武甲山、武川岳と結んで歩かれることが多い。自然のままの山容が残っており、本格的な山歩きの気分が楽しめる。
山頂は樹木に囲まれるが、大持山と小持山を結ぶ稜線は南西の浦山郷側が切り立っており、岩頭からは眼下に浦山郷の集落を見下ろす他、奥秩父・浅間山方面の眺望が楽しめる。

## 登山ルート

### 妻坂峠から
西武鉄道池袋線飯能駅またはJR八高線東飯能駅から「名郷」または「湯の沢」行きのバスで名郷まで入る。所要時間は約1時間。そこから妻坂峠までは標高差400m、1時間半。妻坂峠には、西武鉄道西武秩父線横瀬駅から生川経由でも登れる（2時間半）。妻坂峠から大持山へは標高差500m、1時間半の登り。

### 鳥首峠から
名郷（上述）から鳥首峠までは白岩経由で1時間半の登り。鳥首峠には西側の浦山郷からも登れる。秩父鉄道秩父線秩父駅または西武鉄道西武秩父線西武秩父駅から「浦山大日堂」行きのバスで終点下車。冠岩経由で鳥首峠までは約1時間半。登山道は多少荒れている。鳥首峠から大持山へは標高差400mほどの登りで1時間半。途中，ウノタワを通過する。

### 武甲山から
武甲山頂上から鞍部のシラジクボに下り、小持山を経て大持山に至る。武甲山からの所要時間は1時間半程度。
その他、浦山郷の武士平集落から小持山を経て登る道もある。

## ウノタワ
ウノタワは大持山と鳥首峠の間にある開けた窪地。かつては大きな沼であったが、この沼に住んでいた山の神の化身である鵜を猟師が誤って射ってしまったため沼が消滅したという伝説がある。

## 周辺の山

### 東
- 妻坂峠　- 武川岳

### 北
- 小持山 - 武甲山

### 南
- 鳥首峠 - 有間山

## ギャラリー

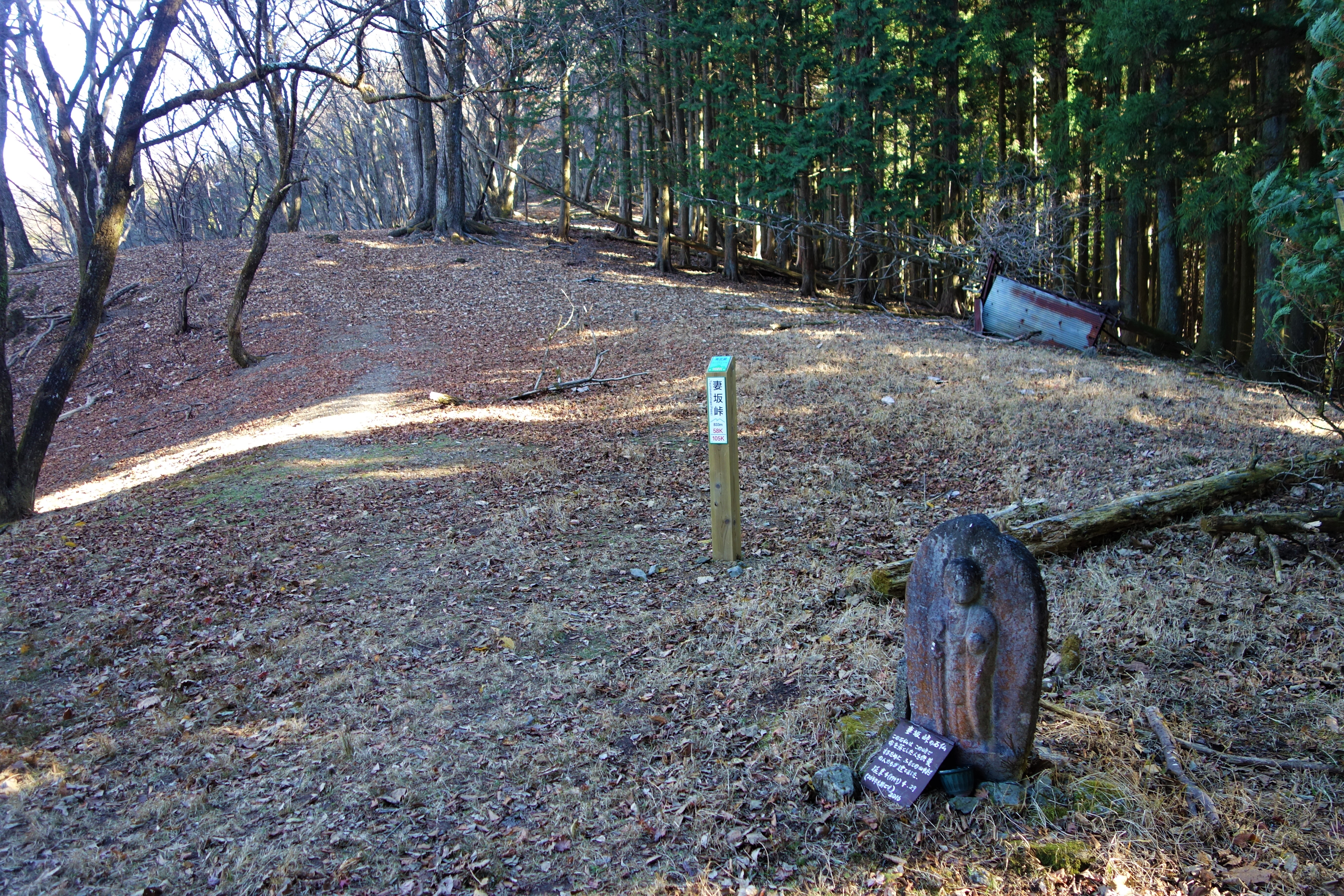
妻坂峠
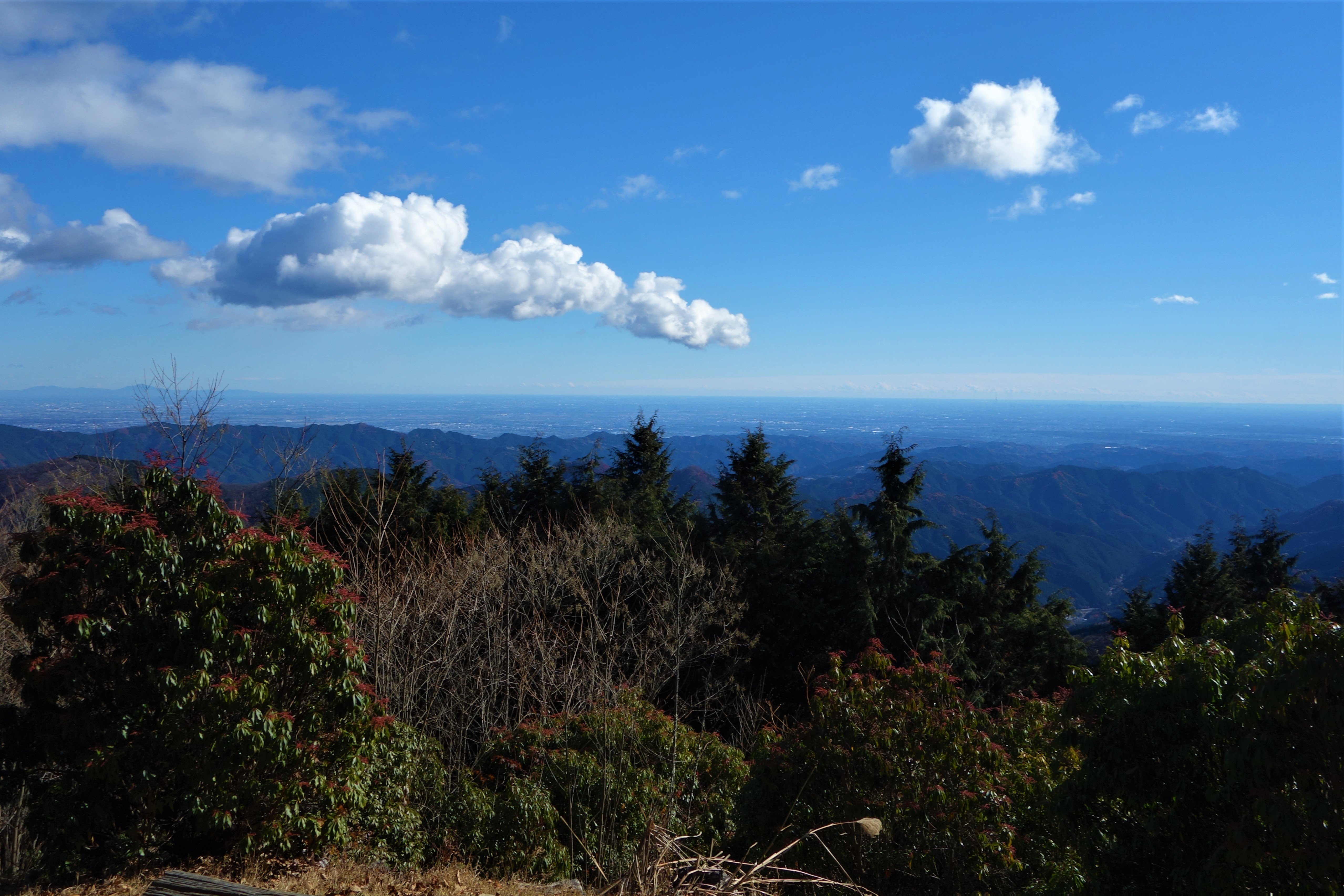
大持山の南にある展望所から関東平野の眺め
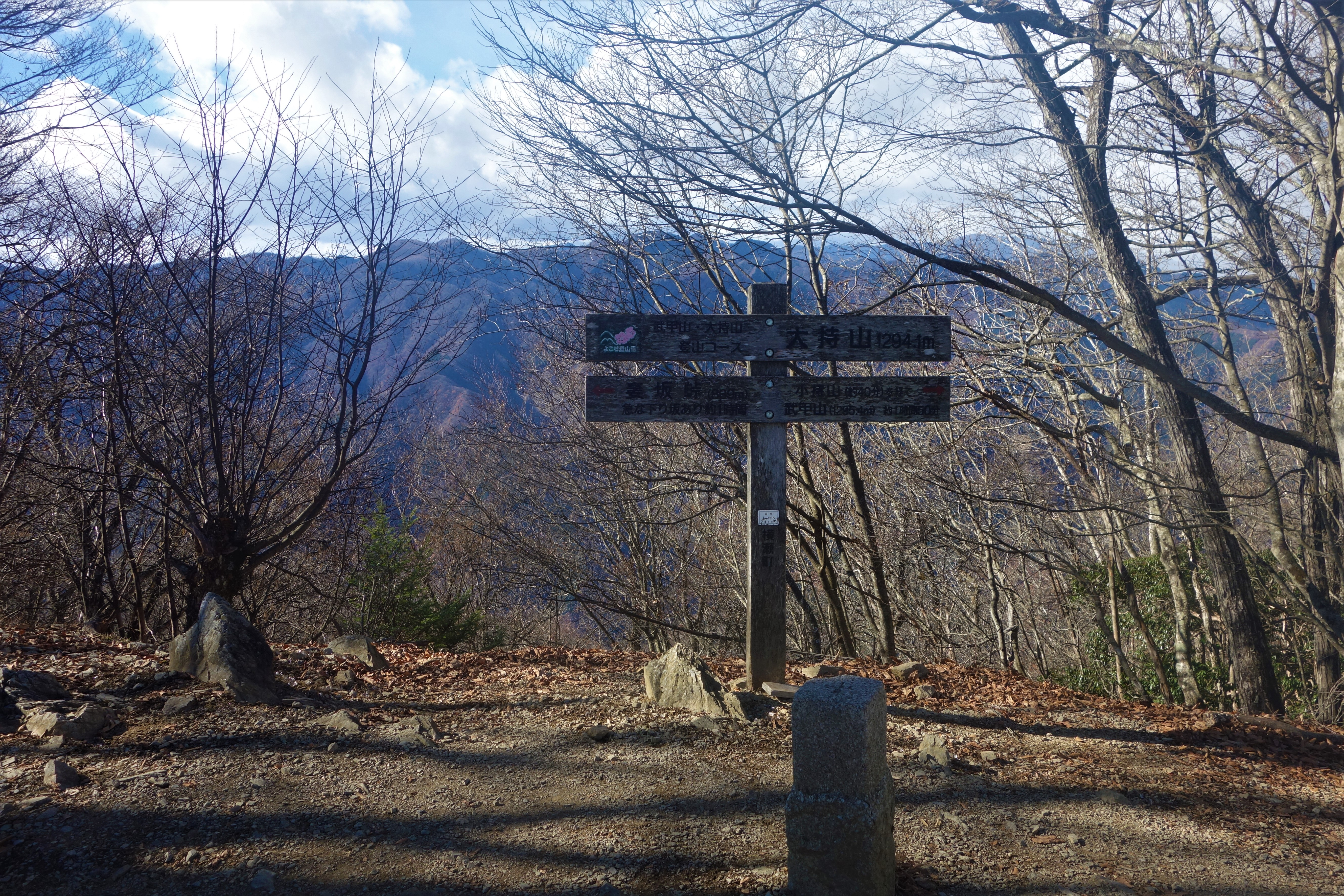
大持山山頂
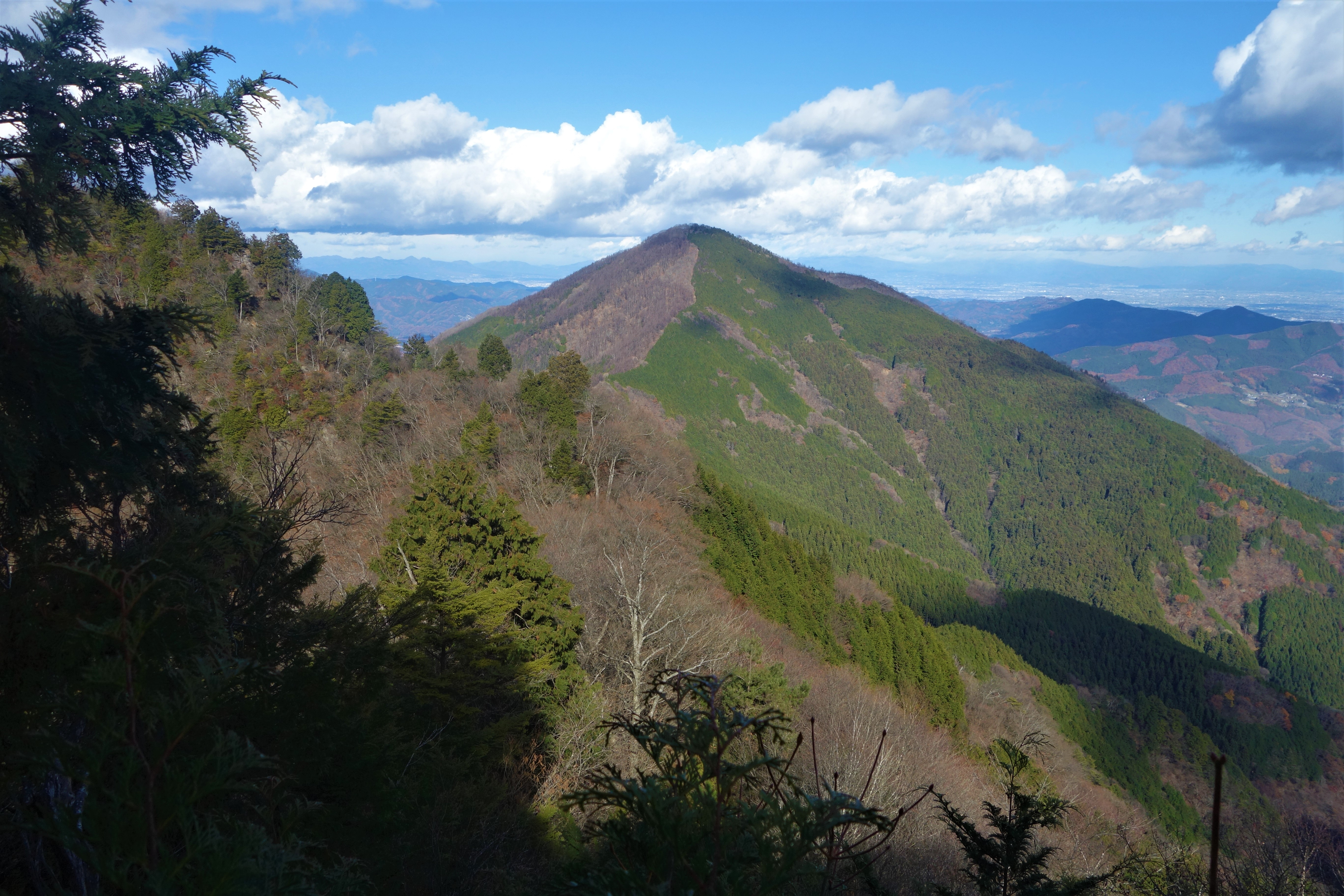
小持山の南から武甲山
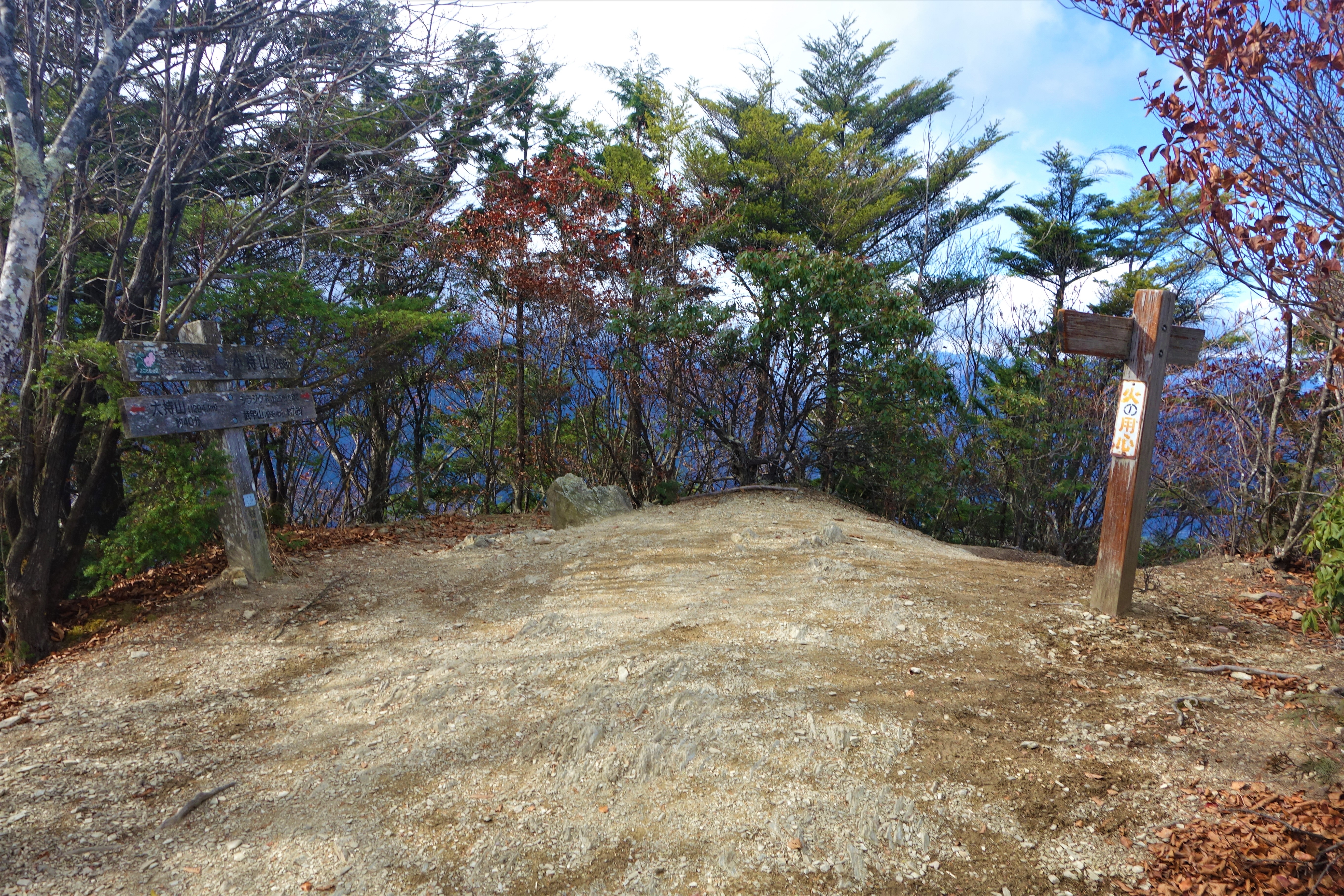
小持山山頂
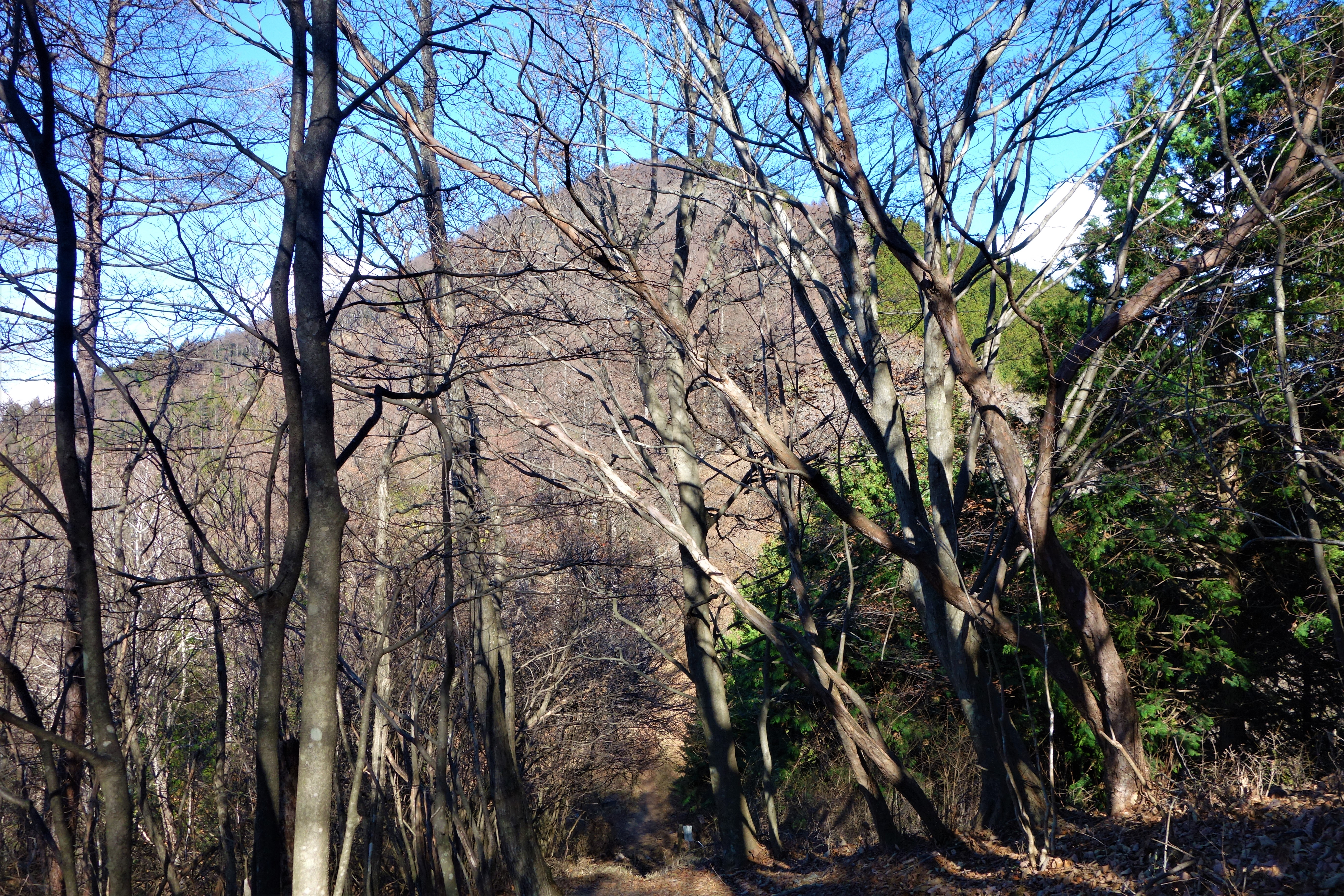
シラジクボからの武甲山